# Achaearanea meraukensis
Achaearanea meraukensis är en spindelart som beskrevs av Pater Chrysanthus 1963. Achaearanea meraukensis ingår i släktet Achaearanea och familjen klotspindlar. Inga underarter finns listade i Catalogue of Life.